# Hip-hop (baile)
El baile de hip-hop se refiere a estilos de baile urbano interpretados principalmente con música hip hop o que han evolucionado como parte de su cultura. Incluye una amplia gama de estilos principalmente de breaking que se creó en la década de 1970 y se hizo popular entre los equipos de baile en los Estados Unidos. El programa de televisión Soul Train y las películas de 1980, Breakin', Beat Street y Wild Style mostraron estos equipos y estilos de baile en sus primeras etapas; por lo tanto, dando una exposición a la corriente principal. La industria de la danza respondió con una versión comercial, a veces llamada «nuevo estilo», y con un estilo de danza del jazz influenciado por el hip-hop llamado «jazz-funk». Los bailarines de formación clásica desarrollaron estos estilos de estudio para coreografiar a partir de los bailes de hip-hop que se realizaban en la calle. Debido a este desarrollo, el baile de hip-hop se practica tanto en estudios de baile como en espacios al aire libre.
La comercialización del baile hip-hop continuó en los años 1990 y 2000 con la producción de varios programas de televisión y películas como The Grind, Planet B-Boy, Rize, StreetDance 3D, America's Best Dance Crew, Saigon Electric, la serie de películas Step Up y The LXD, una serie web. Aunque la danza se establece en el entretenimiento, incluida la representación moderada en el teatro, mantiene una fuerte presencia en los barrios urbanos, lo que ha llevado a la creación de los derivados del baile urbano como Memphis jookin, turfing, jerkin' y krumping.
Las películas de los 80, los programas de televisión e Internet han contribuido a la introducción del baile hip-hop fuera de los Estados Unidos. Desde que estuvo expuesto, las oportunidades educativas y los concursos de baile han ayudado a mantener su presencia en todo el mundo. Europa es sede de varias competiciones internacionales de hip-hop como el UK B-Boy Championships, Juste Debout y EuroBattle. Australia organiza una competencia en equipo llamada World Supremacy Battlegrounds y Japón organiza una competencia de dos contra dos llamada World Dance Colosseum.
Lo que distingue al hip-hop de otras formas de danza es que a menudo es de naturaleza «libre» (de improvisación) y los equipos de baile de hip-hop a menudo participan en competiciones de baile de estilo libre, coloquialmente denominadas «batallas». Los equipos, el estilo libre y las batallas son identificadores de este estilo. La danza de hip-hop puede ser una forma de entretenimiento o hobby. También puede ser una forma de mantenerse activo en un baile competitivo y una forma de ganarse la vida bailando profesionalmente.

## Historia
El baile de hip-hop es una categoría amplia que incluye una variedad de estilos. Los estilos de baile más antiguos que se crearon en la década de 1970 incluyen estilos uprock, break y funk. Breaking fue creado en El Bronx, Nueva York, incorporando bailes que fueron populares en la década de 1960 y principios de la de 1970 en las comunidades afroamericanas y latinas. En su forma más temprana, comenzó como elaboraciones sobre la danza «Good Foot» de James Brown, que surgió en 1972. en este período no estaba principalmente orientado al piso como se ve hoy en día; comenzó como un proyecto que los bailarines realizan mientras están de pie. Una influencia en toprock fue uprock que se creó en Brooklyn, Nueva York. Uprock se parece a toprock, pero es más agresivo y parece una pelea. Uprock también se lleva a cabo con socios, pero en toprock -y en el breaking en general- cada persona se turna para bailar. En 1973, DJ Kool Herc nventó el ritmo de break. Un break beat es un interludio musical rítmico de una canción que ha sido repetida una y otra vez para extender ese solo instrumental. Kool Herc hizo esto para proporcionar un medio para que los bailarines que asistieron a sus fiestas demuestren sus habilidades. B-boy y b-girl significan "break-boy" y "break-girl"; b-boys y b-girls bailan al break de un disco. Más influenciado por las artes marciales y la gimnasia, el breaking pasó de ser un estilo de danza puramente erguido (solo toprock) a ser más orientado al piso.
Al mismo tiempo, se estaba desarrollando el breaking en Nueva York, se estaban creando otros estilos en California. Los estilos funk se refieren a varios estilos de baile urbano creados en California en la década de 1970, como roboting, bopping, hitting, locking, bustin', popping, electric boogaloo, strutting, sac-ing y dime-stopping. De todos estos bailes, boogaloo es uno de los más antiguos. Comenzó como una danza de moda de los años 60 y fue el tema de varias canciones lanzadas durante ese tiempo, como «Do the Boogaloo» y «My Baby Likes to Boogaloo». De ser una moda, se desarrolló en un estilo de baile llamado boogaloo eléctrico y un género musical llamado boogaloo latino. Los estilos de funk más populares y ampliamente practicados son el locking y el popping. El programa de televisión Soul Train jugó un papel importante en la exposición comercial de estos estilos. Tanto The Lockers y The Electric Boogaloos, equipos de baile responsables de la difusión del locking y el popping, se presentaron en este espectáculo.
Históricamente es inexacto decir que los estilos funk siempre fueron considerados hip-hop. Los estilos funk fueron adoptados en el hip-hop en gran parte debido a los medios. Una vez, la activista y DJ de hip-hop, Afrika Bambaataa, usó la palabra «hip-hop» en una entrevista en una revista en 1982, «baile hip-hop» se convirtió en un término general que abarca todos estos estilos. Debido a la cantidad de atención que estaban recibiendo y reventando, los medios trajeron estos estilos bajo la etiqueta «breakdance» causando confusión sobre su origen. Fueron creados en la costa oeste independientemente de la ruptura y originalmente se bailaron con música funk, en lugar de música hip-hop.
A medida que el breaking, locking y el popping ganaron popularidad en la década de 1980, el baile social de hip-hop comenzó a desarrollarse. Novedades y bailes de moda como Roger Rabbit, el Cabbage Patch y el Worm aparecieron en la década de 1980, seguidos por Humpty dance y Running Man en la década de 1990. La música del día fue la fuerza impulsora en el desarrollo de estos bailes. Por ejemplo, el grupo de rap de los 80 Gucci Crew II tenía una canción llamada «The Cabbage Patch» en la que se basaba el baile del mismo nombre. Danzas sociales de la era de la década de 2000 incluyen Cha Cha Slide, Cat Daddy y Dougie. Los bailes mencionados anteriormente son una muestra de los muchos que han aparecido desde que el hip-hop se convirtió en un estilo de baile distinto. Al igual que la música hip-hop, el baile social de hip-hop sigue cambiando a medida que se lanzan nuevas canciones y se crean nuevas danzas para acompañarlas.

## Estilos principales

### Breaking

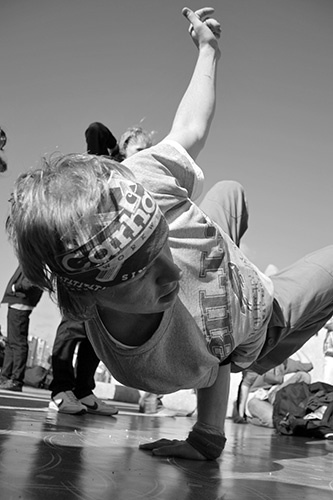
Un b-boy en un airchair freeze en Street Summit 2006 en Moscú.

El breaking se creó en el sur del Bronx, en la ciudad de Nueva York, a principios de la década de 1970. Es el primer estilo de baile hip-hop. En el momento de su creación, era el único estilo de baile hip-hop porque Afrika Bambaataa  lo clasificó como uno de los cinco pilares de la cultura hip-hop junto con MCing (rap), DJing (turntablism), graffiti writing (bombing) y el conocimiento. Aunque los afroamericanos crearon el breaking, los puertorriqueños mantuvieron su crecimiento y desarrollo cuando se consideró una moda pasajera a fines de los años setenta. En una entrevista en 2001, Richard "Crazy Legs" Colón, el presidente de Rock Steady Crew, comentó sobre cómo los puertorriqueños contribuyeron al breaking: «Creo que la diferencia es cuando los brothas comenzaron a hacerlo [por primera vez] y estaba en su infancia ellos no hacían movimientos acrobáticos. Eso no entró en juego hasta que más puertorriqueños se involucraron a mediados de los 70. Luego tomamos el baile, lo desarrollamos y lo mantuvimos vivo. En el '79 estaba siendo criticado. Yo iba a un baile y muchos brothas me dejaban desilusionar, y me preguntaban: «¿Por qué siguen haciendo ese baile? Eso está jugado». Hacia el 79, había muy pocos brothas afroamericanos que estuvieran haciendo esto... Siempre mantuvimos el flava. Fue como un cambio de guardia y todo lo que hicimos fue agregar más flava a algo que ya existía.» Breaking incluye cuatro bailes fundamentales: toprock, pasos orientados al trabajo de pies realizados mientras se está de pie; downrock, pasos realizado con ambas manos y pies en el piso; freezes, poses elegantes hechas en tus manos; y power moves, movimientos acrobáticos complejos e impresionantes. Las transiciones de toprock a downrock se llaman «drops».
Tradicionalmente, los breakers bailan dentro de un cypher o un Apache Line. Un cypher es un espacio de baile en forma circular formado por espectadores que utilizan los breakers para tocar o batallar en el. Los Cyphers funcionan bien para las batallas b-boy o b-girl (break-boy o break-girl) uno-a-uno; sin embargo, los Apache Lines son más apropiadas cuando la batalla es entre dos equipos de bailarines callejeros. En contraste con la forma circular de una cifra, las tripulaciones competidoras pueden enfrentarse en esta formación de línea, desafiarse entre sí y ejecutar sus burns (un movimiento destinado a humillar al oponente, es decir, agarrar la entrepierna).

### Locking
El locking, originalmente llamado Campbellocking, fue creado en 1969 en Los Ángeles, California por Don "Campbellock" Campbell y popularizado por su equipo The Lockers. Además de Campbell, los miembros originales de The Lockers fueron Fred "Mr. Penguin" Berry, Leo "Fluky Luke" Williamson, Adolfo "Shabba-Doo" Quiñones, Bill "Slim the Robot" Williams, Greg "Campbellock Jr" Pope, y Toni Basil, quien también se desempeñó como gerente del grupo. En el Campeonato Mundial de Danza Hip Hop de 2009, Basil se convirtió en la primera mujer receptora del Premio Living Legend en honor a su papel en la exposición comercial de locking.
El locking parece similar al popping, y el observador casual los confunde con frecuencia. En el locking, los bailarines mantienen sus posiciones más tiempo. El lock es el movimiento principal utilizado en el locking. Es «similar a un congelamiento o una pausa repentina». El baile de un locker se caracteriza por el hacer un locking frecuentemente en su lugar y luego de un breve freeze se mueve nuevamente. Según la revista Dance Spirit, un bailarín no puede realizar locking y popping simultáneamente; por lo tanto, es incorrecto llamar al locking, «pop-locking». Si bien ambos estilos se originan en Los Ángeles, el locking y el popping son dos estilos distintos de funk con su propia historia, su propio conjunto de movimientos de baile, sus propios pioneros y sus propias categorías de competencia. Locking es más lúdico e impulsado por los personajes, mientras que popping es más ilusorio. En el popping, los bailarines traspasan los límites de lo que pueden hacer con sus cuerpos. Locking tiene movimientos de baile específicos que lo distinguen de popping y otros estilos de funk. En el libro de 2006, Total Chaos, el historiador de hip-hop Jorge "Popmaster Fabel" Pabón enumera algunos de estos movimientos que incluyen «el lock, points, skeeter [rabbits], scooby doos, stop 'n go, which-away y los fancies». Además, los lockers comúnmente usan un estilo de vestir distintivo, como ropa colorida con rayas y tirantes.

### Popping
El popping fue creado en Fresno, California en la década de 1970 y popularizado por Samuel "Boogaloo Sam" Solomon y su tripulación Electric Boogaloos. Se basa en la técnica de contraer y relajar los músculos rápidamente para causar una sacudida en el cuerpo de un bailarín, lo que se conoce como pop o hit. Cuando se realiza correctamente, cada hit se sincroniza con el ritmo y los ritmos de la música. El popping también se utiliza como un término general para referirse a una amplia gama de estilos de danza ilusionaria estrechamente relacionados, como strobing, liquid, animation, twisto-flex y waving. Los bailarines a menudo integran estos estilos con popping estándar para crear un rendimiento más variado. En todos estos subgéneros, le parece al espectador que el cuerpo es popping. La diferencia entre cada subgénero es lo exagerado que es el popping. En liquid, los movimientos del cuerpo se ven como agua. El popping es tan suave que los movimientos no parecen popping en absoluto; se ven fluidos. Lo opuesto a esto es el strobing (también llamado ticking) en el que los movimientos son el staccato y el jerky.
Popping como un término general también incluye el gliding. El gliding es una danza de la parte inferior del cuerpo realizada con poco o ningún movimiento en el pecho o los brazos. En el gliding, un bailarín aparece como si estuviera flotando en el piso sobre hielo. En contraste con el gliding, está el tutting, una danza de la parte superior del cuerpo que usa los brazos, las manos y las muñecas para formar ángulos rectos y crear formas geométricas en forma de caja. El tutting se puede hacer principalmente con los dedos en lugar de los brazos. Este método se llama punteo de dedos. En ambas variaciones, los movimientos son intrincados, lineales y forman ángulos de 90 ° o 45 °. En la práctica, el tutting se parece a los personajes del arte del Antiguo Egipto,: 2  de ahí el nombre: una referencia al Rey Tut.
Mientras apareciendo como un término general es ampliamente utilizado por los bailarines de hip-hop y en el competitivo baile hip-hop, Timothy "Popin 'Pete" Solomon de los Electric Boogaloos no está de acuerdo con el uso de la palabra "popping" de esta manera. Muchos de estos estilos relacionados (animation, liquid, tutting, etc.) no se pueden rastrear a una persona o grupo. Solomon afirma: «Hay personas que hacen wave y hay personas que hacen tut. No están haciendo el popping. Digo esto para darles a las personas que crearon otros estilos sus cuotas y sus accesorios».

## Estilos urbanos derivados
Décadas después del breaking, locking y popping se estableció, aparecieron cuatro nuevos estilos de baile. Tres de ellos provienen de California y uno proviene de Tennessee. Memphis Jookin' fue creado en la década de 1980 en Memphis, Tennessee. Es una evolución de una danza de línea de Memphis más antigua llamada The Gangsta' Walk.: 1  Según la revista Dance, jookin se caracteriza por el «movimiento de pies de los bailarines... haciendo popping y waving... [y] usando las puntas de sus zapatillas para mantener el equilibrio sobre la punta». Deslizarse de puntillas es fundamental para este baile. Mientras miraba una batalla en Jackson, Tennessee, el crítico de danza Alastair Macaulay observó que «la característica más sensacional de jookin es el uso extensivo de lo que un observador de ballet llamará punto de referencia: los hombres, en zapatillas de deporte, se ponen de puntillas... muchos de los hombres no solo se levantaron en el punto sino que también dieron saltitos, voltearon, corrieron y equilibraron el punto». Los jookers tradicionalmente han practicado sus movimientos en la pista de patinaje de Crystal Palace en Memphis, que es similar a cómo los milongueros practican sus movimientos en espacios públicos en Buenos Aires.
Turfing, un acrónimo de «Taking Up Room on the Floor», fue creado en 2002 por Jeriel Bey en Oakland, California. Turfing es una fusión de mímica y deslizamiento que pone gran énfasis en la narración (a través del movimiento) y la ilusión. Además del orgullo del Área de la Bahía de San Francisco, el turfing evitó convertirse en una moda pasajera debido a las competencias locales de baile turf y los programas locales para jóvenes que promueven el turfing como una forma de actividad física.
El estilo de baile Jerkin' 'fue popularizado en 2009 por la canción de rap de New Boyz, «You're a Jerk».: 1  Esta canción se viralizó a través de su página de MySpace antes de que tuvieran un gerente o se firmaron en una discográfica.: 1, 3  Después de enterarse de la canción, la estación de radio de Los Ángeles, Power 106, contrató a New Boyz para cantar en las escuelas secundarias locales. Estos shows llevaron a «You're a Jerk» al ingresar a la lista de reproducción de la radio.: 2  Más tarde en el mismo año, el dúo de rap Audio Push lanzó la canción y el video "Teach Me How to Jerk" que mostraba los diferentes movimientos de baile dentro del jerkin', incluyendo el Reject-the Running Man hecho al revés. Los bailarines que realizan jerk' típicamente usan colores brillantes, pantalones pitillos, mohawks y zapatillas Vans.: 1, 5  Esta tendencia se refleja en los bailarines de locking en la década de 1970 que tradicionalmente usaban tirantes y calcetines a rayas blancos y negros. De la danza, el periodista Jeff Weiss de LA Weekly declaró: «Para una cultura joven destetada del culto al individualismo, el jerkin' es su apoteosis». Similar al breaking, locking y popping, la popularidad del jerkin se extendió a través de equipos de baile. Por ejemplo, The Rej3ctz (equipo) creó los movimientos de baile Cat Daddy y el Reject.: 2, 4 
Aunque el jookin', turfing y jerkin' generaron apoyo regional y atención de los medios, ninguno alcanzó el mismo apogeo como el krumping. Ceasare "Tight Eyez" Willis y Jo'Artis "Big Mijo" Ratti crearon el krumping a principios de la década de 2000 en Central Sur, Los Ángeles. Solo se practicó en Los Ángeles hasta que se popularizó tras aparecer en varios videos musicales y se exhibió en el documental de krumping Rize. Rize se proyectó en varios festivales de cine antes de su lanzamiento comercial en el verano de 2005. Clowning, el antecesor menos agresivo del krumping, fue creado en 1992 por Thomas "Tommy the Clown" Johnson. Johnson y sus bailarines pintarían sus rostros y realizarían payasadas para los niños en las fiestas de cumpleaños o para el público en general en otras funciones como una forma de entretenimiento. En contraste, el krumping se enfoca en batallas y movimientos altamente energéticos que Johnson describe como intensos, rápidos y agudos. Del baile, la periodista Taisha Paggett de la revista Dance dijo: «Si el movimiento fuera palabras, [krumping] sería un slam poético». En comparación con los estilos break y funk, jookin ', turfing, jerkin' y krumping son relativamente nuevos. La música que conduce los bailes y las similitudes culturales entre estos estilos de baile urbano, los estilos funk y el breaking los han unido bajo la misma subcultura del hip-hop.

## Industria del baile

### Comercial/Nuevo estilo
La industria del baile respondió al baile hip-hop creando una versión comercial de él. Este estudio de hip-hop, a veces llamado "nuevo estilo", es el tipo de baile de hip-hop que se ve en los videos y conciertos de rap, R&B y pop. Desde el punto de vista de alguien profundamente inmerso en la cultura hip-hop, cualquier cosa que se parezca al baile hip-hop que no proviene de las calles no es una verdadera forma de baile hip-hop. En una entrevista con la revista Dance, el coreógrafo y profesor de baile hip-hop Emilio "Buddha Stretch" Austin, Jr. describió su punto de vista:

Hay muchos bailarines de jazz haciendo pseudo hip hop. Muchos maestros no conocen la historia, solo están enseñando los pasos. Están aprendiendo de los videos, pero no conocen la cultura. Si todo lo que ves es a Britney Spears, piensas que es hip hop, pero eso nunca ha sido hip hop. Está completamente aguado. Y los estudios podrían [sic] preocuparse menos, porque el hip hop es uno de sus mayores creadores de dinero.

El rendimiento en el escenario puede suprimir la improvisación que definió el baile hip-hop al principio de su desarrollo. Además, mezclar diferentes estilos de baile disuelve sus estructuras e identidades. En una entrevista con The Bronx Journal, el coreógrafo y director artístico Safi Thomas expresó una inquietud similar a la de Austin con respecto a la instrucción de hip-hop dentro del estudio:

En muchos estudios lo que encuentras es que la gente simplemente está haciendo movimientos con la música hip-hop. Entonces, si hay música hip-hop en el fondo, y se están moviendo, la llaman clase de hip-hop. El problema es que digamos que quería enseñar una clase de ballet y acabo de entrar, y le lanzo a Mozart, y comienzo a moverme, y no estoy haciendo ninguno de los elementos fundamentales. No estoy haciendo nada del vocabulario de movimiento del ballet. No puedo llamar a eso una clase de ballet y eso es lo que sucede en relación con el hip-hop... dentro del ámbito del estudio no hay un estándar para la forma de arte, y [los profesores] no saben cuáles son los elementos fundamentales del arte. No saben nada acerca del popping, nada sobre el locking, nada sobre el boogaloo, el breaking, o el baile hip-hop -las danzas sociales- ni nada de eso. No conocen nada de la historia que abarca más de 30-35 años, por lo que casi cortan cualquier tipo de edificación que pueda tener un bailarín.

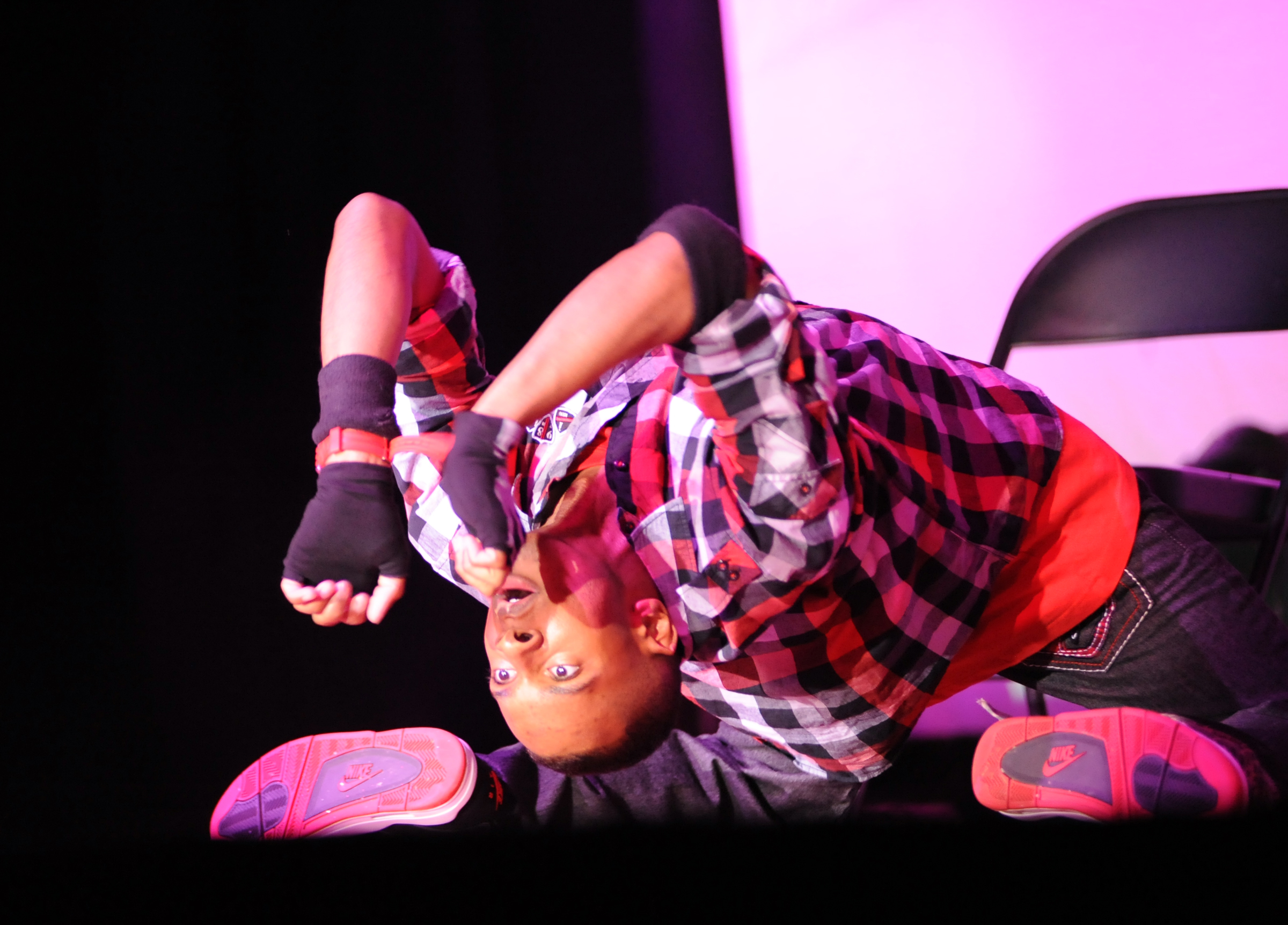
El bailarín de hip-hop Joseph Coine se bailando en 2011 en el Wallace Theatre en Fort Belvoir, Virginia.

El término "nuevo estilo" fue creado por bailarines fuera de los Estados Unidos. Según Moncell Durden, profesor adjunto de la Universidad Drexel y director de la película  History and Concept of Hip-Hop Dance, el documental de danza de 1992 Wreckin' Shop From Brooklyn fue muy influyente para los bailarines de hip-hop en Francia y Japón. Estos bailarines querían moverse como los bailarines de hip-hop de Nueva York que fueron perfilados en el documental. Llamó a la danza social (fiesta de baile) que vieron «nuevo estilo», que era la abreviatura de «Estilo Nueva York».
En el contexto de la industria de la danza comercial, el hip-hop (o nuevo estilo hip hop para bailarines en Francia y Japón) es una coreografía de baile urbano con técnica de estudio añadida. Desde un punto de vista técnico, se caracteriza por ser contundente e involucra flexibilidad y aislamientos: mover una parte específica del cuerpo de forma independiente de los demás.: 82  Los pies están puestos a tierra,: 76  el pecho está abajo,: 82  la postura está encorvada y el cuerpo se mantiene suelto para que los bailarines puedan alternar fácilmente entre golpear el ritmo o moverse a través del ritmo. Al igual que la danza africana, el nuevo estilo hip-hop es muy rítmico e implica mucho movimiento de pies y movimiento radial de las caderas. Además, se hace hincapié en la musicalidad-como lo son sus movimientos con la música- y en el freestyle (improvisación).: 85  Mientras los bailarines mantengan los movimientos fundamentales, pueden agregar su propio estilo (libre) y tener una presentación que todavía es hip-hop.
| «El baile urbano nunca fue un conteo. No se cuenta un 1, un 2, un 3, un 4, un 5, un 6 para el hip hop. Debe ser una sensación al hacer ruido como "ou" "ah" "aw" "tsi", así es como contamos, allí mismo».—Timothy "Popin' Pete" Solomon; The Electric Boogaloos |

 Una importante coyuntura en el desarrollo del hip-hop fue la adición de ocho recuentos, un método para contar pasos de baile para mantenerse sincronizado con la música. Toni Basil introdujo esta técnica de estudio en el locking en la década de 1970. Basil fue entrenada en ballet antes de ser presentada a la danza de la calle por Don Campbell, el creador del locking y miembro fundador del equipo de baile The Lockers. Ella es responsable de enseñarle al resto de los Lockers cómo bailar a los conteos. En una entrevista con NPR, el miembro de los Lockers Adolfo "Shabba-Doo" Quiñones declaró: «Diría que Toni Basil era una especie de Abe Saperstein en términos de cómo ella pudo organizarnos en una compañía de danza profesional. Recuerdo que ella nos enseñó cómo contar música. Ella estaba como, bien, estábamos como, ¿contamos la música? ¿Cómo contamos el alma? Era una locura, ¿sabes? ... todas nuestras pistas fueron algo como esto, boom, pop, do boom, pada da boom, pada así. Y ella estaba como, ¿cómo se ponen en sincronía así? Dije que es un sentimiento, ¿sabes?». Tradicionalmente, el baile de hip-hop, o cualquier forma de baile callejero, no se realiza para los conteos, ya que estos estilos se crearon en la calle en lugar de en un ambiente de estudio. Entonces la introducción de los conteos fue un movimiento fundamental para llevar el baile de hip-hop de la calle al estudio. Incluso con esta adición, pasarían años antes de que el hip-hop comercial se convirtiera en su forma actual.
Un segundo evento importante en el desarrollo del hip-hop fue el comienzo de la instrucción de baile hip-hop. Buddha Stretch fue un pionero en este campo. Comenzó a dar clases de baile formal de hip-hop en 1989 en el Broadway Dance Center en la ciudad de Nueva York. Por la misma época, el baile festivo del hip-hop comenzó a aparecer en los videos musicales y en la televisión; este era otro punto importante en el desarrollo y la comercialización del hip-hop. Un primer ejemplo de esto es cuando Janet Jackson realizó The Running Man en su video musical de 1989 para la canción «Rhythm Nation» que fue coreografiada por el bailarín callejero Anthony Thomas. El baile fue tan popular durante esta época que también fue interpretado por los raperos de la década de 1990, MC Hammer y Vanilla Ice, en sus rutinas coreografiadas. Michael Jackson también utilizó el hip-hop en su video musical de 1992, «Remember the Time», que fue coreografiado por una entonces Fatima Robinson de 21 años. En ese momento, Robinson era una bailarina callejera sin entrenamiento formal y «Remember the Time» fue su primer trabajo de video musical. Según MTV.com, «Las danzas siempre han sido parte de la cultura del hip-hop, desde el running man hasta la danza Soulja Boy...» y esta era fue el comienzo de la coreografía comercial de hip-hop como se ve hoy en día : las rutinas de baile no son específicas de un género (estrictamente popping, estrictamente locking o estrictamente breaking) sino más bien una amalgama de baile fiestero urbano con la técnica de estudio añadida.

### Jazz-funk
Otro estilo que la industria de la danza creó en respuesta al hip-hop fue el jazz-funk. Este estilo se mostró en su forma inicial en una serie de comedia de bocetos llamada In Living Color. La compañía de danza residente, The Fly Girls, abrió y cerró todos los shows con un espectáculo de hip-hop y jazz coreografiado por Rosie Perez. Jazz-funk (también llamado street-jazz) es un híbrido de hip-hop y la danza jazz. La cantante de R&B, Beyoncé, usa este estilo. El equipo de baile coreano Prepix también usa este estilo. Han coreografiado para los cantantes de K-pop, Jay Park y G.NA, así como para las boy bands 2PM y B2ST. Aunque el jazz-funk toma prestado de la danza hip-hop, no se considera un estilo de hip-hop porque los movimientos fundamentales son el jazz. En el hip-hop -incluso en el hip-hop lírico- no hay pirouettes o arabesques y los bailarines no actúan en relevé (en las puntas de los pies). Sin embargo, estos métodos se usan en jazz-funk y en el baile jazz en general.

### Desarrollos comerciales
Otros desarrollos en la industria de la danza se produjeron en respuesta a la creciente popularidad del hip-hop. En el circuito de la convención itinerante había convenciones de baile de tap, ballet y jazz, pero no había ninguna específicamente para hip-hop. El mismo vacío existió en la ropa de baile. Había trajes de baile para bailarines de tap, ballet y jazz, pero ninguno para bailarines de hip-hop. Los trajes de baile Monsters of Hip Hop y Nappytabs se formaron para responder a ambas necesidades. Nappytabs es la primera línea de ropa de baile hip-hop. Debido a que su vestimenta está hecha para bailarines de hip-hop, no venden leotardos, uniformes, medias ni calentadores. Su línea consiste en camisetas sin mangas, pantalones cortos, camisetas, sudaderas, pantalones de harén y sudaderas con capucha. Monsters of Hip Hop (MOHH) fue fundado en 2003 en Baltimore, Maryland por Andy Funk, Becky Funk y Angie Servant. La convención está dedicada exclusivamente a la instrucción de hip-hop. Fatima Robinson, Stefan "Mr. Wiggles" Clemente y Timothy "Popin' Pete" Solomon han dado clases en MOHH en el pasado. Cada año, la convención reúne a sus mejores bailarines estudiantiles para una muestra coreografiada profesionalmente en Los Ángeles llamada Monsters of Hip Hop: The Show.
MOHH puede haber sido la primera convención de baile hip-hop, pero no es la única que existe. Urban Dance Camp (UDC) es una convención de baile de seis semanas de duración que tiene lugar todos los años en Lörrach, una pequeña ciudad en la frontera de Francia y Suiza. En un informe sobre el evento realizado por un periódico local, Bettina Kraft, gerente de UDC, estimó que el 85% de los participantes eran de fuera de Alemania. En 2009 Kraft creó Urban Dance Showcase, un evento paralelo al UDC reservado solo para actuaciones de coreógrafos profesionales, equipos de baile y profesores de UDC. Bailarines como Shaun Evaristo, Les Twins, I.aM.mE, b-boy Lilou y b-boy Hong 10 han bailado en el showcase en el pasado.
Además de las prendas de baile y las convenciones, también se produjeron desarrollos en la representación de la agencia. Aunque limitada, la representación de bailarines individuales había existido desde la década de 1980 al comienzo de la era del video musical debido al trabajo pionero de la agente de talentos Julie McDonald. Sin embargo, las agencias de baile con sede en el Reino Unido, ProDance y Superbad Talent, se crearon para representar exclusivamente a los bailarines callejeros.

## Entretenimiento

### Películas
La industria del entretenimiento ha sido en gran parte responsable de la introducción de la danza hip-hop a las audiencias principales de todo el mundo. Las primeras películas de hip-hop Wild Style, Beat Street y Breakin' se hicieron en la década de 1980. Cuando Wild Style abrió sus puertas en Japón, Rock Steady Crew se presentó en el distrito comercial Harajuku de Tokio para promocionar la película. Wild Style fue la primera película centrada en la cultura hip-hop; sin embargo, Flashdance fue la primera película lanzada comercialmente en largometraje. En 1984, Beat Street se estrenó en Alemania Occidental y se proyectó en el Festival de Cine de Cannes, que ayudó a introducir el breaking, la escritura de graffiti y el turntablism en esta parte de Europa. Breakin' y Breakin' 2: Electric Boogaloo trajo los estilos funk al cine. Breaking, locking, popping y waacking se realizaron en estas películas. En esta época, en la década de 1980, Estados Unidos no era el único país que producía películas de hip-hop. En 1985, Yuen Woo-ping dirigió una comedia romántica con tema de hip-hop en Hong Kong llamada Mismatched Couples protagonizada por Donnie Yen. Otra película de hip-hop, Electro Rock, fue lanzada el mismo año en el Reino Unido. Esta película presentaba a Hanifa "Bubbles" McQueen Hudson, de 14 años, la primera b-girl del Reino Unido.
Varias películas de baile hip-hop fueron producidas después del milenio. The Freshest Kids: A History of the B-Boy, Neukölln Unlimited, B-Girl, Bouncing Cats, Planet B-Boy y Battle of the Year: The Dream Team, todas mostrando el breaking. Películas como Honey, la reina del baile, Save the Last Dance, You Got Served, la serie de películas Step Up, StreetDance 3D, Hype Nation, Saigon Electric, Berlin Dance Battle 3D y ABCD: Any Body Can Dance muestran todas las formas de baile hip-hop, especialmente el nuevo estilo hip-hop. Rize, The Heart of Krump y Shake City 101 son documentales sobre krumping. Todas estas películas y documentales son ejemplos de películas donde la trama y el tema rodean la danza hip-hop y cómo afecta la vida de los personajes. Bouncing Cats es la historia del b-boy Abraham "Abramz" Tekya, quien usa el b-boying para empoderar a los jóvenes en Uganda. En 2010, la película ganó «Logros Sobresalientes en Cine Documental» en el Festival de Cine de Newport Beach y «Mejor Largometraje Documental» en el Festival de Cine Urbanworld. Saigon Electric fue la primera película de hip-hop de Vietnam. Fue escrito, producido y dirigido por el cineasta vietnamita-estadounidense Stephane Gauger. La película trata de dos bailarinas (una bailarina de cinta y una bailarina de hip-hop) y cómo sus respectivos romances, la amenaza de que su centro comunitario sea derribado, y el estrés de una próxima batalla de baile afecta su amistad. La película fue coreografiada por Viet Max y Ricky Cole. En 2012, ganó un Golden Kite Prize (el equivalente vietnamita de los Oscars y los BAFTAs) por «Mejor película» y «Mejor actriz».

### Televisión
Antes de llegar al público de la película, el baile hip-hop ya se transmitía por televisión. Soul Train fue un programa de variedades musicales que incluyó bailes sociales y presentaciones de soul, funk y cantantes de R&B afroamericanos. El programa fue transmitido en Corea del Sur a través de la Red de las Fuerzas Armadas de los Estados Unidos. Antes de convertirse oficialmente en un equipo, The Lockers hizo varias apariciones en este espectáculo. Después de convertirse en un equipo, The Electric Boogaloos también apareció en el programa. Soul Train se estrenó en 1970. Durante sus 36 años de carrera, los bailarines de freestyle residentes fueron referidos como Soul Train Gang. Las audiciones se llevaron a cabo en 1971 cuando el espectáculo se mudó de Chicago, Illinois a Los Ángeles, California. Los bailarines que querían entrar en Soul Train después de este tiempo tuvieron que confiar en las recomendaciones de bailarines que ya estaban empleados en el programa. Una característica regular durante la transmisión fue la Soul Train Line. Para participar en la Soul Train Line, los bailarines formaron dos líneas de igual longitud enfrentadas con un gran espacio entre ellas. Cada bailarín en línea tomaría su turno bailando por el medio.
Otros programas de variedades de música en televisión en esta época fueron American Bandstand, Solid Gold y  Top of the Pops. A diferencia de Soul Train que se enfocaba en el soul y el funk, estos shows promocionaban un Top 40 de música y pop. Solid Gold empleó una compañía de danza permanente llamada Solid Gold Dancers, quienes realizaron rutinas coreografiadas para actuaciones musicales. Lucinda Dickey, una actriz y bailarina que interpretó el papel principal en las películas de Breakin' , apareció en el programa durante la temporada 1982-1983 como una bailarina de Solid Gold. En 1983, los bailarines callejeros Marc "Mr. Freeze" Lemberger de Rock Steady Crew, Timothy "Popin 'Pete" Solomon y Dane "Robot Dane" Parker de Electric Boogaloos, y los bailarines de locking Alpha "Omega" Anderson y Lewis "Deputy" Green También aparecieron en Solid Gold durante una presentación de la canción «What a Feeling» de la película Flashdance. En 1982, durante una actuación en Londres en Top of the Pops, el bailarín callejero Jeffrey Daniel realizó el popping y el backslide durante la canción «A Night to Remember». Esta fue la primera vez que el popping apareció en la televisión británica expandiendo así su popularidad en el Reino Unido. Un año más tarde, Michael Jackson también realizó el backslide durante una presentación de «Billie Jean» en el especial de televisión Motown 25. Lo llamó el moonwalk y su presentación extendió su popularidad por todo el mundo en mayor medida que la presentación de Daniel. Fue Jeffrey Daniel quien le enseñó a Michael Jackson cómo hacer el backslide/moonwalk.

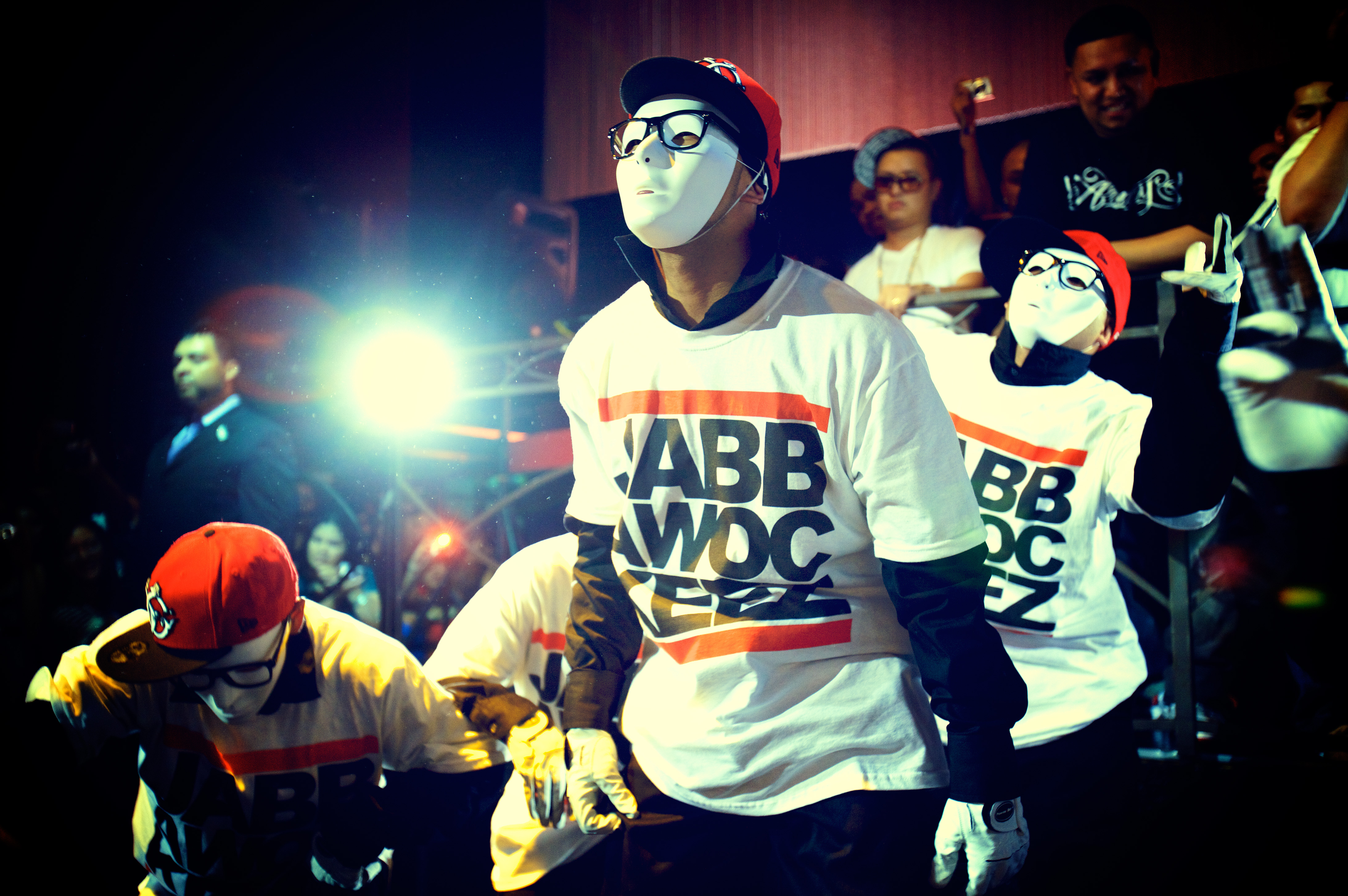
Los JabbaWockeez, ganadores de la primera temporada del America's Best Dance Crew, bailando en 2008 en Vivid Nightclub en San José, California.

Algunos shows de baile hip-hop aparecieron en televisión en la década de 1990, como The Party Machine with Nia Peeples de 1991 y The Grind de 1992. Varios shows de baile hip-hop se estrenaron en la década de 2000, incluidos (entre otros) Dance Fever, Dance 360, The Wade Robson Project, MTV Dance Crew, America's Best Dance Crew, Dance on Sunset y Shake It Up. En 2006, MTV France documentó la creación de un equipo de baile para una serie original llamada MTV Dance Crew. Los espectadores pudieron ver al equipo desde las audiciones hasta la selección de los ocho finalistas, que posteriormente se llamaron Original Soul. Original Soul fue entrenado por tres coreógrafos profesionales que los guiaron y ayudaron a perfeccionar su baile. En el transcurso de 32 episodios, participaron de manera rutinaria en batallas profesionales de baile, incluyendo la batalla en Juste Debout, la batalla de Seven 2 Smoke en The Notorious IBE y batallas b-boy en Chelles Battle Pro. B-boy Lilou, b-boy crew Phase T y el promotor Bruce Ykanji (el fundador de Juste Debout) hicieron apariciones durante el programa.
Los fundadores de Hip Hop International, Howard y Karen Schwartz, crearon la competencia de baile de hip-hop America's Best Dance Crew (ABDC) en 2008. En el programa, diferentes equipos compitieron en desafíos de baile uno contra el otro cada semana. ABDC contribuyó a la exposición de varias tripulaciones como Jabbawockeez, Quest, Beat Freaks y Poreotics. Estos equipos ahora tienen sitios web oficiales, trabajan con artistas musicales y actúan en eventos en vivo. El JabbaWockeeZ tuvo un espectáculo en Las Vegas, Nevada llamado MÜS.I.C. en el Monte Carlo Resort and Casino. MÜS.I.C. fue el primer espectáculo de baile de hip-hop en el Strip de Las Vegas. En 2012, Jabbawockeez realizó el espectáculo durante una residencia de cinco meses en el Jupiters Hotel and Casino en Gold Coast, Queensland, Australia. Tanto Poreotics como Hokuto "Hok" Konishi de Quest fueron nominados para un MTV Video Music Awards 2011 por Mejor coreografía. Poreotics fue nominado junto al cantante Bruno Mars por su video «The Lazy Song». Hok fue nominado para el video de LMFAO, «Party Rock Anthem»; el resto del equipo de Quest apareció en el video como bailarines destacados.
En contraste con ABDC, bailarines individuales de todos los orígenes compiten en la competencia de baile de telerrealidad, So You Think You Can Dance (SYTYCD). Tiene una premisa similar a la serie Idols de competencias de canto con audiciones iniciales que conducen a la selección de un ganador en el transcurso de varios episodios. En 2008, los poppers Robert "Mr. Fantastic" Muraine y Phillip "Pacman" Chbeeb audicionaron durante la cuarta temporada de la serie estadounidense. Ninguno de los dos llegó al "Top 20" final, pero los jueces quedaron tan impresionados con su baile que ambos fueron invitados a participar en una batalla contra el otro en el final en vivo del programa. Según Muraine, esta fue la primera batalla reveladora que fue televisada a nivel nacional. Después de la batalla, el bailarín de hip-hop Joshua Allen fue declarado ganador de la cuarta temporada de la competencia. El mismo año Mona-Jeanette Berntsen, una bailarina de hip-hop de Noruega, ganó la primera temporada de So You Think You Can Dance Scandinavia.
La danza hip-hop también ha sido popular entre los televidentes de la serie Got Talent. El bailarín de hip-hop francés Salah ganó la primera temporada de Incroyable Talent en 2006 Un b-boy francés  Junior ganó la segunda temporada en 2007. En 2008, el bailarín de hip-hop George Sampson ganó Britain's Got Talent, El dúo danés de popping y roboting, Robot Boys, ganó el Talent 2008, y el equipo de baile hip-hop Quick ganó la versión noruega del programa. Después de George Sampson, el equipo de baile Diversity ganó la próxima temporada de Britain's Got Talent en 2009. El mismo año, el equipo brasileño D-Efeitos ganó Qual é o Seu Talento? (¿Cuál es su talento?). En 2010, Justice Crew ganó Australia's Got Talent. Después de firmar un contrato de grabación con Sony Music Australia, Justice Crew grabó un video de su sencillo «Dance with Me» con el rapero Flo Rida  y los ex becarios de America's Best Dance Crew, Beat Freaks. En 2015, nueve años después de haber ganado Incroyable Talent, el bailarín de hip-hop Salah ganó la cuarta temporada de Arabs Got Talent.

### Teatro

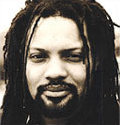
Coreógrafo y director artístico Rennie Harris en 2011.

Aunque el baile hip-hop se establece en películas y en televisión, no ha ganado el mismo nivel de exposición en el teatro. Esto puede deberse al hecho de que el baile se realiza más en cine y televisión que en un escenario teatral. El b-boy y popper, Stefan "Mr. Wiggles" Clemente y el historiador de hip-hop Jorge "Popmaster Fabel" Pabon estuvieron involucrados en el hip-hop en sus comienzos. Su compañía de danza, GhettOriginal, produjo los primeros espectáculos de hip-hop: el musical Off-Broadway, So! What Happens Now? de 1991 y Jam on the Groove de 1995. Ambos shows fueron interpretados por Rock Steady Crew, Magnificent Force y The Rhythm Technicians. Además de los pioneros en la ciudad de Nueva York, fue la compañía de teatro de hip-hop Puremovement de Rennie Harris. Harris fundó Puremovement en 1992 en Filadelfia, Pensilvania. Uno de los espectáculos teatrales de Puremovement, Rome & Jewels, ganó dos Black Theater Alliance Awards y tres Bessie Awards. En 2012, Harris y su compañía recorrieron Egipto, Israel y los territorios palestinos como parte de Dance Motion USA, un programa patrocinado por el Departamento de Estado de los Estados Unidos para exhibir el baile estadounidense en otros países y promover el intercambio cultural.
El pionero del b-boy alemán Niels "Storm" Robitzky tiene sus raíces en el rendimiento en el teatro de hip-hop. En 1991, Robitzky—quien bajo el nombre de "Swipe"—abandonó Alemania con su equipo Battle Squad para la ciudad de Nueva York en busca de leyendas b-boy con las que pudieran estudiar. Cuando llegó a Nueva York, conoció a b-boy Gabriel "Kwikstep" Dionisio, quien lo mentoró personalmente y le presentó las técnicas de Nueva York. Mientras estaba en Nueva York, también aprendió sobre los estilos funk de Clemente. Clemente y Dionisio se conocían porque Dionisio era un miembro original tanto de GhettOriginal como de los Rhythm Technicians. Un año después, en 1992, Robitzky bailó con GhettOriginal en el Kennedy Center en Washington D. C. y en el Lincoln Center en la ciudad de Nueva York. Fue Dionisio quien le dio a Robitzky un nuevo nombre, «Storm». En 2000, escribió un libro llamado Von Swipe zu Storm: Breakdance in Deutschland (De Swipe a Storm: Breakdance en Alemania).
Los bailarines en el Reino Unido han tenido éxito en el teatro hip-hop. En 2006, la compañía de danza hip-hop Boy Blue Entertainment ganó un Premio Laurence Olivier por su espectáculo Pied Piper. En 2008, Into the Hoods se convirtió en el primer espectáculo de teatro de hip-hop en el West End de Londres. Eventualmente se convirtió en el espectáculo de danza de más larga duración del West End. Según Clemente, el futuro de la danza hip hop está en el teatro; él cree que es necesario que el baile haga esta transición para que se legitime como una forma de arte.

### Contenido en línea
YAK Films es un equipo de tres personas que filma danza urbana en todo el mundo. Fue fundado en Oakland, California por Yoram Savion y Kash Grimes. Sus primeros videos fueron del equipo de baile de Turf Feinz realizando turfing, un estilo regional de baile hip-hop de Oakland. Después de generar puntos de vista significativos en YouTube, iniciaron YAK (Yoram And Kash) Films y agregaron al productor de música Ben "B'zwax" Tarquin al equipo. Desde grabar videos solo en los Estados Unidos, pudieron pasar fácilmente a cubrir eventos de baile en Europa gracias a la doble ciudadanía francesa de Savion. En 2009, grabaron la primera competencia individual de b-boy de Battle of the Yearo, y en 2010 filmaron batallas de baile en Juste Debout, una competencia francesa de baile callejero. Además de filmar eventos de baile y actuaciones originales de freestyle, publican tutoriales y cargan una serie web semanal llamada «YAK Like You Know». Algunos de sus videos más populares se han presentado en Oakland Local y en Huffington Post.
Juba Films fue fundada en Alemania por Julien Bam y Gong Bao. En lugar de filmar contenido de freestyle, Juba ("Ju" lien y "Ba" o) produce cortometrajes con una historia. Para su cortometraje de b-boy «More Than Bread», ganaron el primer lugar en el 7º Festival Internacional de Danza en línea en 2011. En 2012, el Daily Mail escribió un artículo sobre el cortometraje de Juba "With a Piece of Chalk" después de que el video se viralizara y comenzara a aparecer en Mashable. Tanto Juba Films como YAK Films aparecieron en New Dance Media Conference de The Notorious IBE donde se discutió la relación entre la danza callejera y las artes visuales. Aunque Juba Films ha ganado un premio y YAK Films ha reservado eventos de alto perfil, no son los únicos equipos de producción de películas que distribuyen videos de baile hip-hop en Internet. House of Crews, TV Strife, Pacific Rim Video Press, ProDance TV, Battle Fest Extreme, Urban Dance Show, Ocke Films, World of Dance Network y Canal Street TV también producen cientos de contenido de baile hip-hop de alta calidad.
The Legion of Extraordinary Dancers (The LXD) fue una serie web temática sobre el bien contra el mal sobre un grupo de bailarines que descubren que tienen súper poderes a través de sus movimientos de baile. Cada personaje se especializa en un estilo de baile. En consecuencia, se muestra una amplia gama de estilos que incluyen krumping, tutting, break, locking, boogaloo y popping. La mayoría del baile que se muestra en la serie es hip-hop; sin embargo, también se han realizado otros estilos como jazz, tap y ballet. AdvertisingAge.com le dio a la serie una reseña favorable que dice «...cada episodio de LXD contiene una gran cantidad de sofisticación narrativa en sus ocho o nueve minutos. Combine esto con los valores de producción dignos de un teatro y un elenco que se ejerza sobre un en una medida impía, y el resultado final es, ¡tiempo de juego de palabras!, extraordinario». The LXD se estrenó el 7 de julio de 2010 en Hulu. En 2012, Jon Chu, el escritor, director y productor de The LXD lanzó un canal de baile en YouTube llamado DS2DIO (pronunciado D-Studio). DS2DIO tiene videos de clases magistrales, baile freestyle y actuaciones coreografiadas originales. A través de este canal, Chu también hizo The LXD disponible en YouTube. Antes de eso, solo se podía ver en Hulu.

## Competiciones internacionales

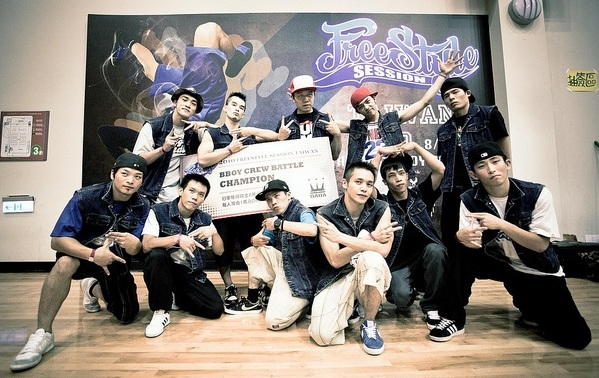
Los ganadores de 2010 de la batalla del equipo b-boy en Freestyle Session Taiwan.

- UK B-Boy Championships fue fundado por DJ Hooch en 1996 en Londres.[166][167] Hay cuatro títulos del campeonato mundial: campeones del equipo breaking, campeón de b-boy en solo, campeón de popping en solo y campeón de hip-hop en solo.[168] Las finales mundiales también incluyen los "Premios Frescos" (mejor vestidos) que son organizados y juzgados cada año por Richard "Crazy Legs" Colón, el presidente de Rock Steady Crew.[169] En 2011, DJ Hooch escribió un libro sobre la competición llamado B-Boy Championships: From Bronx to Brixton.[170]
- Freestyle Session fue fundada en 1997 en California por el escritor de graffiti y DJ Chris "Cros1" Wright.[171][172] Es la mayor competencia de breaking en los Estados Unidos.[173] El principal evento competitivo es para los equipos b-boy, pero también hay competiciones popping y locking para competidores de solos.[15][172] Aunque Estados Unidos es el lugar principal del Freestyle Session, no es el único país donde se celebra. Los promotores fuera de los Estados Unidos pagan a Cros1 para usar el nombre de Freestyle Session y lo llevan a su ubicación para juzgar a la competencia.[174] Con este método, Freestyle Session se ha celebrado en otros 18 países, como Polonia, Rusia, Suiza y Venezuela.[174]
- Hip Hop Internacional (HHI) fue fundada en 2002 en los Estados Unidos por Howard y Karen Schwartz.[122][175] Hay dos categorías de competiciones: Batallas Mundiales y Campeonato Mundial de Baile Hip Hop. Dentro de la categoría de Batallas Mundiales, hay cuatro títulos que incluyen campeones de breaking tres contra tres, campeón de popping uno a uno, campeón de locking uno a uno y campeón uno a uno de todos los estilos (freestyle).[175] El Campeonato Mundial de Baile Hip Hop es para equipos de hip-hop. Hay cuatro divisiones: junior (edades 7-12), universitarios (12-18), adultos (18+) y mega equipo (todas las edades).[176] Cada equipo debe tener al menos cinco pero no más de nueve personas (el mega equipo debe tener 15-40)[177] y debe realizar una rutina que muestre tres estilos de baile hip-hop.[122] Para la competencia de 2009, había 120 equipos que representaban a 30 países.[122] HHI también creó el Campeonato de Baile Hip Hop de Estados Unidos y el programa de televisión America's Best Dance Crew.[175]
- Juste Debout fue fundada en 2002 por Bruce Ykanji en París.[15][178] Las categorías de competencia incluyen popping, hip-hop, locking, house, toprock y experimental.[178] Breaking no está incluido para poner más énfasis en los estilos de baile que se realizan mientras se está de pie, de ahí el nombre (en francés para Just Standing). No hay trofeos de equipo en Juste Debout. Las categorías experimental y toprock son solo para bailarines solistas; popping, new style, locking y house son para dúos.[178] En 2008, Ingrid "Shéyen" Gamboa, editora en jefe de la revista Juste Debout escribió un libro titulado Hip-hop: L'histoire de la danse (Hip Hop: una historia del baile).[179]
- United Dance Organisation (UDO) fue fundado en 2002 en el Reino Unido.[180] Está respaldado por los coreógrafos Ashley Banjo y Sisco Gomez y los bailarines Twist and Pulse y George Sampson.[181] UDO opera el British Street Dance Championships, el European Street Dance Championships y el World Street Dance Championships. Los campeonatos europeos se celebran en Alemania en lugar de en el Reino Unido.[182]
- Street Dance Kemp Europe (SDK Europe) es una convención de competencia y baile fundada en 2004 en Jedovnice, República Checa.[183] Hay una batalla de tripulación de hip-hop y batallas en solitario para bailarinas de house, krumping, locking, hip-hop masculino y hip-hop femenino.[183] SDK Europe comienza todos los años en el verano y dura siete días. Las horas diurnas están reservadas principalmente para talleres de baile y clases impartidas por un grupo internacional de instructores; los eventos competitivos se llevan a cabo por la noche.[184][185] Todas las clases, talleres y eventos competitivos se llevan a cabo afuera y, aunque los hoteles o casas de campo son una opción, muchos participantes se alojan en tiendas de campaña y acampen afuera en los terrenos del evento SDK.[185]
- Keep On Dancing (KOD) fue fundado en 2004 en China y se celebra cada mes de mayo en Pekín. Hay cuatro torneos de campeonato: hip-hop, breaking, locking y popping.[186][187][188][189]
- EuroBattle fue fundado en 2005 en Portugal por Max de la tripulación Momentum.[190] Hay cinco eventos competitivos para bailarines solistas incluyendo b-boying, b-girling, hip-hop, locking y popping.[191] La final internacional se celebra en Oporto, pero el ganador del torneo clasificatorio español también llega a competir en el Campeonato B-Boy del Reino Unido en Londres.[190]
- World Supremacy Battlegrounds es una competencia de baile hip-hop con sede en Australia. La herencia de World Supremacy Battlegrounds se remonta a 2002, cuando comenzó como GROOVE, una competencia local de hip-hop celebrada en Sídney.[192] Durante los tres años que siguieron, la competencia pasó a llamarse Battlegrounds y se hizo nacional para incluir equipos de baile de toda Australia.[192] Se hizo internacional en 2006 cuando equipos de las Filipinas, Japón y Nueva Zelanda participaron en la competencia.[192]  Hay cuatro categorías de equipos de baile: abierta (todas las edades), junior (12 y menos), equipo universitario (12-18) y monstruo (todas las edades, 20-40 miembros). Para la competencia de 2011, equipos de Indonesia, Tailandia, Singapur, Malasia, Vietnam, Filipinas, Japón, Guam, Nueva Zelanda, Samoa y Sudáfrica llegaron a competir.[193]
- World of Dance Tour (WOD) fue fundado en 2008 por Myron Marten y David Gonzales en Pomona, California.[194] Se diferencia de otras competiciones porque no hay un campeonato final. WOD viaja a diferentes ciudades en los Estados Unidos, Canadá y Europa y tiene una competencia en cada lugar; por lo tanto, WOD se distingue como una gira.[195] Cada parada de recorrido es una competencia independiente; todos están relacionados entre sí de nombre solamente. En 2013, WOD viajará a Nueva York, Vallejo, Seattle, Vancouver, Berlín, Dallas, Toronto, San Diego, Montreal, Eindhoven, Boston, Orlando, Houston, Chicago, Seattle, Honolulu, Los Ángeles, Union City y Amberes.[195]
- World Dance Colosseum es una competencia de baile dos contra dos fundada en Japón. Hay cinco títulos de campeonato mundial de dos contra dos: b-boying, locking, popping, hip-hop y house.[196] Los bailarines japoneses califican para la final internacional a través de torneos preliminares celebrados en el país, pero los bailarines extranjeros no califican a través de torneos porque 30 de los bailarines extranjeros mejor clasificados son invitados automáticamente a participar en la final.[197] En la final, los dúos ganadores de los torneos japoneses compiten contra los dúos extranjeros mejor clasificados para determinar quién es el mejor.[197] También hay un título de «niños» (hip-hop) en la final mundial, pero este evento es solo para niños japoneses.[196]
- Vibe Dance Competition es una competencia de coreografía que comenzó Joseph Lising en 1995 como un Greek Talent Show en UC Irvine. Más tarde se convirtió en una de las mayores competiciones de coreografía de equipos de hip hop en el mundo, recibiendo equipos de todo Estados Unidos, Canadá, Filipinas y Japón.

## Educación
En 2004, Safi Thomas fundó el Hip-Hop Dance Conservatory (HHDC) en la ciudad de Nueva York. El objetivo de Thomas era proporcionar una educación integral a los bailarines de hip-hop que fuera comparable a lo que experimentan los bailarines de ballet, moderno y jazz en sus respectivas instituciones. HHDC ofrece un plan de estudios formal con clases de baile (break, freestyle, locking, etc.) y clases académicas (teoría de la danza, fisiología, kinesiología, etc.) para las personas que desean dedicarse al baile hip-hop como carrera. Es la única institución educativa en los Estados Unidos que se dedica exclusivamente a la instrucción de baile hip-hop. HHDC no otorga grados. Es una organización sin fines de lucro y una compañía de repertorio que otorga certificaciones a bailarines que completan el programa de tres años.
Tres años después, en 2007, el Instituto para el Desarrollo de las Artes Escénicas (IPAD) de la Universidad de East London comenzó a ingresar al único programa de licenciatura en el mundo que se especializa en formas de baile hip-hop, urbano y global. El programa del iPad también dura tres años, pero no es exclusivo del hip-hop. Los estudiantes también estudian danza africana, kathak, Bollywood y capoeira.